# Карат (завод)

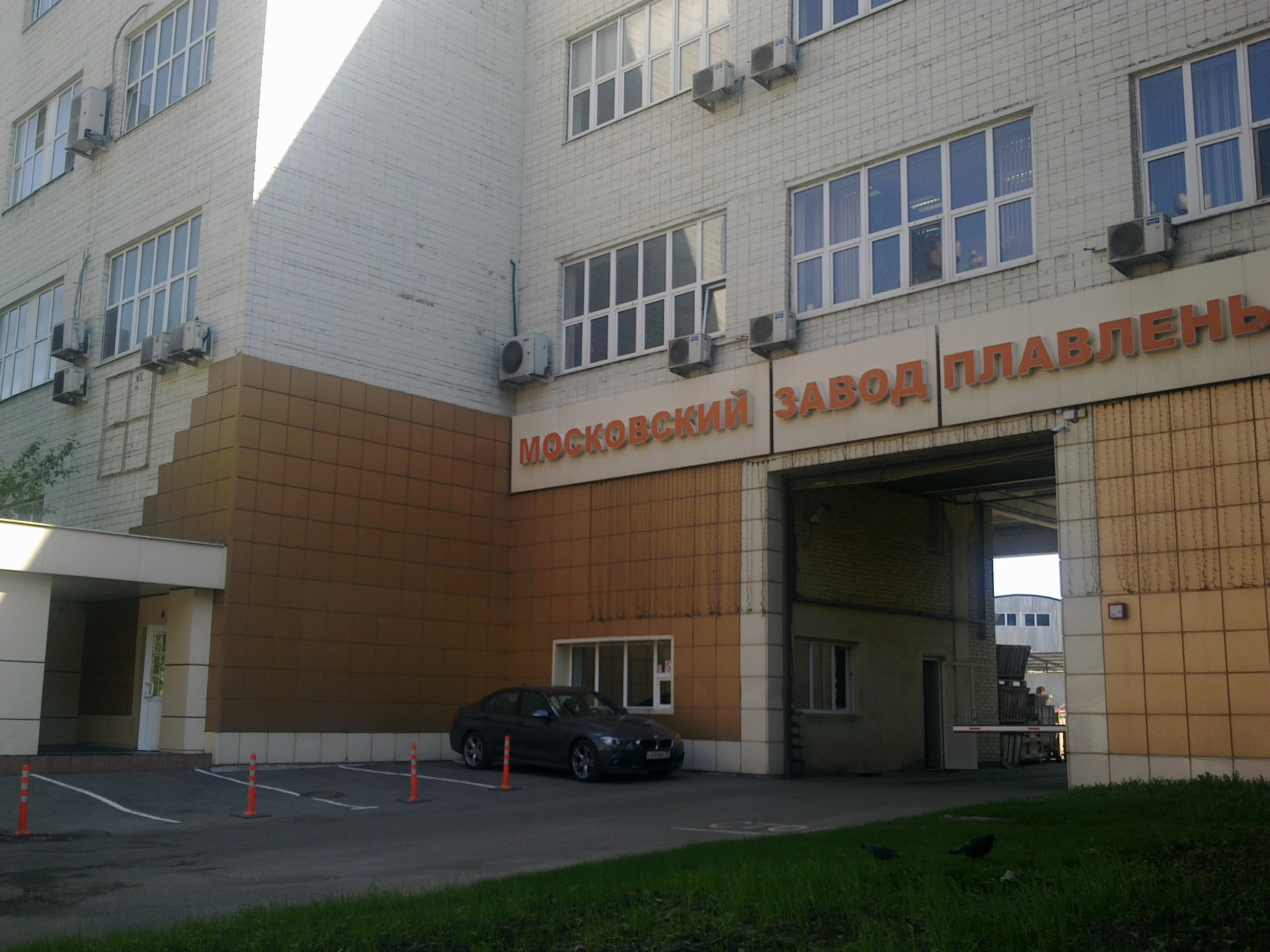
Заезд и проходная со стороны улицы Руставели

«Карат» — предприятие молочной промышленности в Бутырском районе Москвы, наиболее известно благодаря выпуску плавленых сырков марок «Дружба», «Волна», «Янтарь». Также производит другие виды сыров, творог, сметану, сливочное масло.
Основано в 1934 году как Московский завод плавленых сыров, современный имущественный комплекс предприятия создан в 1970 году на территории Останкинского молочного комбината. С 1996 года носит название «Карат».
По состоянию на конец 2018 года управляется открытым акционерным обществом «Карат», владелец — Александр Клячин, генеральный директор — Евгений Гребнев. Объём выпуска — около 20 тыс. тонн готовой продукции в год.

## История
Московский завод плавленых сыров основан в 1934 году и стал первым в Советском Союзе предприятием, освоившим производство плавленого сыра. Первые годы объёмы производства были сравнительно невелики в связи с ограниченностью ресурсной базы — в 1930-е годы во всей стране вырабатывалось не более 20 тыс. тонн натуральных сыров в год. К началу 1940-х годов выпуск удалось увеличить за счёт применения в качестве сырья обезжиренного молока, не подходящего для выпуска классических сыров из-за невысоких вкусовых качеств: в исследованиях ВНИИМС и Московского завода плавленных сыров установлено, что обезжиренный сыр в смеси с относительно небольшим количеством жирной масложировой продукции хорошо плавится и даёт белковый продукт высокого потребительского качества. В частности, сыр «Новый», массово выпускавшийся на Московском и других заводах плавленых сыров в годы Великой Отечественной войны, на 70 % — 75 % изготовлялся из обезжиренного сырья. В 1956 году на заводе разработан сыр «Московский» в тубах с копчёной сельдью.
В 1963 году завод включён в состав московского объединения «Молоко», в которое вошли также Останкинский, Царицынский и Очаковский молочные комбинаты.
В ответ на популярность появившегося в конце 1950-х годов в советской розничной торговле финского плавленого сыра «Виола» фирмы Valio, на Московском заводе разработан сходный по пищевым и вкусовым свойствам сыр «Янтарь» с жирностью 60 %, вырабатываемый из смеси, содержащей в своём составе не менее 50 % жирных сыров, сухого цельного молока, натуральных 45%-х сливок и с малым содержанием поваренной соли. В 1964 году в производственной лаборатории завода разработан рецепт сыра «Дружба», суммарный объём выпуска которого на пике популярности в 1990 году составлял 17,6 тыс. тонн — около 10 % от всей сырной продукции Советского Союза.
В 1970 году на территории Останкинского молочного комбината, ставшего головным предприятием объединения «Молоко», построено новое здание для завода (улица Руставели, дом 14, строение 11), в котором размещено производство и по состоянию на середину 2010-х годов.
В 1990-е годы предприятие оказалось в тяжёлом экономическом положении, в условиях либерализации импорта сыров спрос на продукцию завода упал, выпуск снизился до 3 тонн в сутки, обсуждался вопрос о закрытии завода. В этих условиях Правительство Москвы, распоряжавшееся имущественным комплексом объединения «Молоко», сдало в 1995 году часть помещений предприятия в аренду фирме ВАФ Владимира Корсуна (ранее работавшего главным инженером Молочном заводе имени Горького, также входившим в объединение «Молоко»), которая открыла на заводе участок по производству майонезов. В 1996 году компания Корсуна выкупила 76 % акций завода за $2 млн, переименовала его в «Карат» (под этим названием в фирму ВАФ входила группа по внедрению изобретений) и приступила к реконструкции, Корсун возглавил предприятие.
В первые годы под новым наименованием на предприятии освоено производство творожных сыров, зернёного творога, при этом, несмотря на убыточность, сохранено производство плавленых сыров, сохранён внешний вид традиционных упаковок. В 1996 году предприятию удалось выйти на безубыточность производства и нарастить объёмы выпуска. В зимний сезон 1997—1998 годов возник острый дефицит твёрдых сыров, являющихся основным сырьём для продукции завода, преодолеть осложнение удалось за счёт бесплатного предоставления площадей для хранения поставщикам новозеландских сыров в обмен на возможность восполнения за счёт этих ресурсов дефицита сырья в рассрочку. В 1999 году расширена география сбыта продукции за счёт заключения договоров с региональными российскими торговыми сетями, в целях управленческого учёта внедрена ERP-система Navision.
К 2000 году завод вышел на ежегодный объём выпуска плавленых сыров около 4 тыс. тонн, половину из которого составляли сыры «Дружба» и «Янтарь». В 2003 году предприятие разместило облигации, получив поддержку Правительства Москвы, компенсировавшего ⅔ процентной ставки, средства направлены на создание линии выпуска сыра в нарезке, закупку стерилизационных котлов и немецкого оборудования для собственной котельной для производства пара, который ранее приходилось закупать у соседнего Останкинского молочного комбината. К 2004 году количество работников предприятия составило 600 человек (в 2003 году на заводе насчитывалось 450 работников), средний возраст — около 40 лет. За 2006 год завод произвёл 34,8 тыс. тонн продукции, что составило 43,5 % от всероссийского объёма выпуска плавленых сыров, при этом по объёмам продаж «Карат» занимал третье место на рынке после Valio и Hochland.
В 2005—2006 годы фирма-владелец предприятия предприняла попытку расширить производственный бизнес, приобретя ещё три сырзавода — Калининский (Краснодарский край), Калачеевский (Воронежская область) и Сызранский (Самарская область), сумма поглощений составила 435 млн руб. Но в начале 2010-х годов все приобретённые предприятия обанкрочены, притом что только в предприятие в Сызрани было вложено 1,1 млрд руб.; Калачеевский сырзавод продан воронежскому «Молвесту» в 2010 году, сделка оценена в 100 млн руб..
Начиная с 2010 года финансовое положение предприятия ухудшалось, что связывается с уходом Юрия Лужкова с поста мэра Москвы, способствовавшего льготному кредитованию «Карата», сообщалось, что Правительство Москвы планировало приобретение доли в предприятии, но с приходом Сергея Собянина отказалось от сделки в связи со стратегией минимизации непрофильных активов. В 2012 году Корсун продал 46 % акций предприятия инвестиционной компании «Русские фонды», сделка оценена в 1,5 — 2 млрд руб., в 2013 году велись переговоры между Корсуном и Сбербанком о предоставлении 3 млрд руб. в обмен на 25%-ю долю в предприятии. Выход из финансовых затруднений осложнился невозможностью нарастить производство в связи с образовавшимся в 2013 году дефицитом молока в России, вызванным снижением поголовья крупного рогатого скота. Весной 2014 года контроль над предприятием получили структуры Внешэкономбанка — Связь-банк (стал собственником здания и 19%-й доли в предприятии) и банк «Глобэкс» (взыскавший через суд часть имущества, включая производственное оборудование), в июне 2014 года по решению собрания акционеров Корсун отстранён от руководства предприятием и директором назначен Павел Розенфельд.
После введения российским правительством в августе 2014 года продовольственного эмбарго, включающего запрет на импорт молочной продукции из Евросоюза, высвобождено около половины российского рынка сыра, в этих условиях за последние три месяца 2014 года «Карат» вдвое увеличил выпуск продукции.
Основной проект под руководством Розенфельда — ребрендинг упаковок продукции, при этом независимыми экспертами высказывается сомнение о его корреляции с положительной динамикой показателей предприятия. В 2015 году на предприятии возник акционерный конфликт: Корсун как основной акционер, но при этом не имеющий контроля над предприятием, дважды созывал внеочередное собрание акционеров с вопросом о смещении действующего руководства завода в связи с ошибками управления. В декабре 2016 года Розенфельд покинул предприятие, исполняющим обязанности генерального директора назначен Дмитрий Мордкович, а в октябре 2017 года генеральным директором назначен бывший руководитель российского отделения Lactalis Евгений Гребнев.
В декабре 2018 года предприятие целиком выкуплено структурой Александра Клячина — владельца гостиничной сети Azimut и девелоперской компании KR Properties, сумма сделки не разглашалась, и оценена наблюдателями в диапазоне 3—3,5 млрд руб. без учёта долга. Несмотря на выгодное с девелоперской точки зрения размещение предприятия (около станции метро и невдалеке от Третьего транспортного кольца) и специализацию нового собственника на недвижимости, его представители сообщили о намерении сосредоточиться только на развитии производства.

## Собственники и руководство
Основной акционер и генеральный директор в период с 1996 по 2014 год — Владимир Корсун, изначальную долю в 76 %, приобретённую у Правительства Москвы, довёл до 97 %. С 2012 года доля Корсуна уменьшалась, сначала пакет в 25 % продан «Русским фондам», а в 2014 году по условиям реструктуризации долга перед Связь-банком 19 % акций Корсуна проданы менеджеру Связь-банка Дмитрию Тальникову, в то же время пакет 19 %, которым владела финансовый директор Елена Семёнова, продан непосредственно Связь-банку. Генеральным директором в 2014 году вместо Корсуна назначен Павел Розенфельд.
По состоянию на конец 2014 года крупнейшие акционеры: Владимир Корсун (40,7 %), Андрей Кучеров (19 %), Связь-банк (19 %), Дмитрий Мордкович (12 %), Елена Семёнова (3,5 %). В рамках судебных разбирательств была установлена аффилированность адвоката Кучерова со Связь-банком, таким образом, Связь-банк предположительно контролировал долю в 38 %. Около 80 % акций (в том числе весь пакет Корсуна) по состоянию на 2015 год находились в залоге в Связь-банке.
С декабря 2018 года предприятие принадлежит фирме Gleden Invest, управляющей активами Александра Клячина, все предыдущие крупные акционеры, включая структуры Связь-банка и Корсуна, подтвердили продажу предприятия.

## Показатели деятельности
На российском рынке плавленых сыров по данным на октябрь 2018 года «Карат» с выпуском около 20 тыс. тонн готовой продукции в год занимает 2-е место с долей 11,7 %, уступая Hochland (19,7 %) и опережая Lacltalis (11,2 %). В начале 2010-х годов завод занимал 2-е место с долей 21 % в натуральном выражении, уступая Valio, но в середине 2010-х годов был на 3-м месте с долей 16 %, пропустив вперёд Hochland.
На российском рынке зернёного творога по состоянию на 2018 год обладает долей 26,4 %, немного уступая «Савушкину продукту» и Danone.
Выручка завода в 2017 году составила 4,2 млрд руб., чистая прибыль — 431,3 млн руб. В середине 2010-х годов предприятие получало убытки и несло значительную долговую нагрузку, так, 2014 год завершён с чистым убытком около 250 млн руб. при обороте 1,8 млрд руб. и EBITDA 156 млн руб, а накопленный долг к началу 2013 года достиг 2 млрд руб. По результатам 2015 года сообщалось о выручке 3,4 млрд руб., прибыли до уплаты налогов и платежей по кредитам 223 млн руб., выпуск продукции в натуральном выражении составил 14,6 тыс. тонн.

## Торговые марки

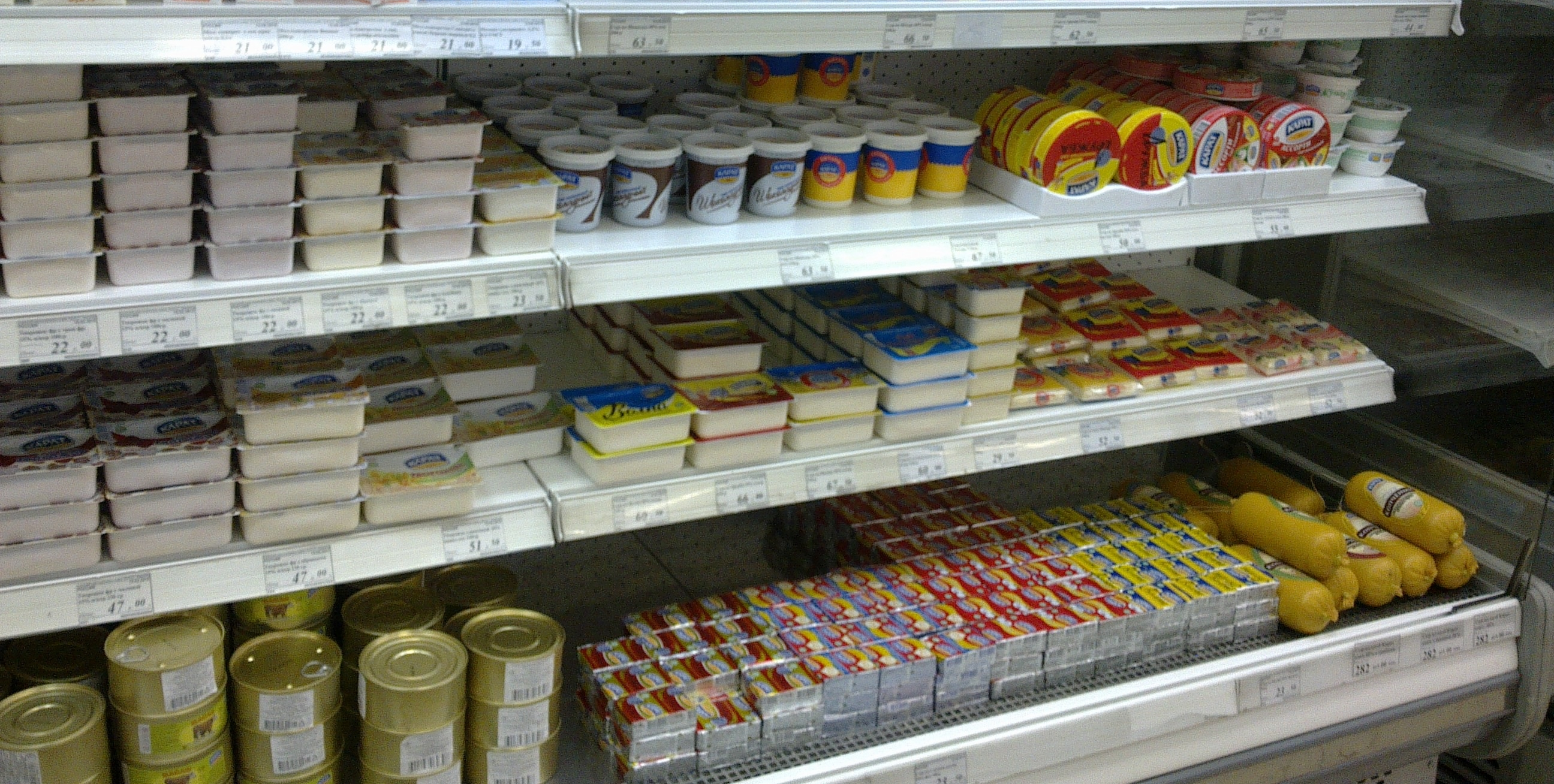
Продукция «Карата» на витрине продовольственного магазина

Считается, что основные марки советских плавленых сыров — «Дружба», «Волна», «Лето», «Городской», «Острый перцем», «Шоколадный», «Кисломолочный», «Любительский», «Янтарь» — были разработаны в начале 1960-х годов в экспериментальной лаборатории Московского завода плавленых сыров под руководством Марии Фоминичны Кулешовой. В 2000 году Роспатент закрепил право «Карата» на торговые марки «Янтарь» и «Дружба», однако производство продукции под этими наименованиями было продолжено на многих российских предприятиях, в том числе на «Петмоле», воронежском заводе «Янтарь», заводе «Ростагроэкспорта», на заводе «Краснобаковских молочных продуктов», некоторые из производителей обратились в суды с требованиями аннулировать регистрацию товарных знаков. Данные судебные тяжбы за торговые марки приводились как показательные примеры, демонстрирующие сложности применения законодательства о товарных знаках и конкуренции в условиях использования брендов, находившихся во всеобщем достоянии в советские времена (среди доводов истцов была формальная принадлежность рецептур сыров не заводу, а ВНИИМС, стандартность рецептур, и их появление задолго до регистрации фирмы «Карат»). При этом, узнаваемость «Карата» среди российских потребителей по опросам Gallup благодаря общеизвестным торговым марка выросла практически с нуля в 2000 году до 14 % при минимальных вложениях в рекламу в сравнении с конкурентами. В 2007 году торговые марки окончательно признаны общеизвестными и переданы государству, тем самым подтверждена возможность других предприятий выпускать продукцию под соответствующими наименованиями.
Кроме традиционных марок плавленых сыров, среди торговых марок продукции «Карата» отмечаются созданные в 1990-е — 2000-е годы марки зернёного творога «Сыр домашний» и «Ромашкино» (специально для торговой сети «Копейка»), творожных и сливочных сыров «Виолетта» (аналоги марок Almette фирмы Hochland и Philadelphia фирмы Kraft Foods), свежего сыра «Делисир».
Права на торговые марки «Сыр домашний», Delissir, Violette, «Диетлайн», «Виолетта» и «Здравствуй», а также на логотип «Карата» на сине-оранжевом фоне принадлежат кипрской фирме Vesfole Ltd., предположительно контролируемой Корсуном; сообщалось, что передача этих марок заводу была одним из условий договора о реструктуризации долга перед «Связь-банком».

## Критика
В 2011 году одной из потребительских общественных организаций в копчёном сыре «Карат» выявлено значительное содержание жиров растительного происхождения, несмотря на то, что согласно техническому регламенту таковых в сыре быть не должно. Руководство предприятия признало нарушение, сославшись на использование фальсифицированного сырья вследствие недостаточного входного контроля.

## Памятник плавленому сырку

Картина на мотив памятника в заводском магазине

В 2005 году около здания завода установлен памятник плавленому сырку «Дружба», создание скульптуры, приуроченное к сорокалетию начала выпуска продукта, обошлось заводу в $0,5 млн. Зимой 2008 года у монумента был украден двухсоткилограммовый бронзовый плавленый сырок, но вскоре утерянный элемент был обнаружен неподалёку на территории Останкинского завода бараночных изделий и монумент восстановлен. В 2011 году в связи со строительством станции метро «Бутырская» памятник был перенесён к проходной завода со стороны улицы Руставели, лишившись при этом своего постамента, выполненного в виде кусочка сыра, а в 2015 году убран на территорию завода. 18 августа 2020 года памятник был возвращён на первоначальное место.